# 고려이앤씨
고려이앤씨는 대한민국의 입시 학원 운영 기업이다. 상호명은 고려E&C로 사용하기도 하며, 주로 운영하는 웹 사이트인 비타에듀로 알려져 있다.

## 개요
2003년에 노량진 한샘학원(현재 비타에듀 학원), 고려학원 등을 기반으로 설립되었다.. 설립 1개월 만인 2003년 12월에 2005학년도 입시 설명회를 63빌딩에서 개최하였으며, 온라인 강의 사이트 비타에듀를 개설하여 유료 서비스를 실시하였다.
2004년 11월에 본사를 서울시 용산구 갈월동으로 옮기고 그 해 12월에는 서울시 동대문구 신설동에 한샘 고려 학원을 설립하였다. 그 후 2006년 11월에 강남 비타에듀 학원을 설립하였으며, 2006년 12월에 노량진 비타에듀네트 학원을, 2008년 1월에 비타에듀 고려학원 청평 캠퍼스를 설립하였다. 비타에듀라는 명칭은 2006년 5월에 노량진 한샘학원, 신설동 한샘고려학원 등에서 쓰이기 시작하였다. 2008년 9월 7일에 HCN 동작 · 서초 · 관악방송과 함께 입시설명회를 진행하였다.

### U-러닝 서비스
고려E&C에서는 스마트기기, PMP, 전자사전 등을 이용한 U-러닝 서비스를 제공하고 있다.
특히 업계최초 WEB진도와 학습기기진도가 통합으로 체크되어 총체적인 진도를 알 수 있는 크로스오버 시스템 V-PLMS를 구현하여 학생들의 체계적인 학습플랜 설정을 가능하게 하고 있다.

### 회사 연혁
- 2011년 7월 비타에듀 SNS 미투데이 개설(VITAEDU_ME)
- 2011년 5월 삼성전자 갤럭시탭/플레이어 공급계약 체결
- 2011년 4월 아름다운 환경 실천 <비타ECO>캠페인
- 2011년 4월 온라인 최초 최소단위 강의 수강 서비스 <타임트랙> 오픈
- 2011년 3월 서바이벌 스타강사 오디션 <나는 강사다>
- 2011년 3월 업계최초 PMP진도관리 서비스 <V-PLMS> 오픈
- 2011년 2월 비타에듀 SNS 트위터 개설(@VITA_EDU)
- 2011년 2월 비타에듀 아이폰 앱 서비스 오픈(강좌수강)
- 2011년 2월 노량진 비타에듀 3.0 학원 개원 (상위권, 소수정예, 재수학원 최초 정시/수시 균형대비의 프리미엄 모델)
- 2011년 1월 2011년 아름다운 나눔 3기 캠페인
- 2010년 12월 <동영상V-HD>서비스 오픈
- 2010년 5월 ARS 결제 서비스 오픈
- 2010년 4월 R-HD PMP다운로드 서비스 오픈
- 2010년 4월 휴대폰 결제 서비스 오픈
- 2010년 4월 출판사 신고등록 (용산구청)
- 2010년 3월 i-PIN(주민번호 대체 실명확인)서비스 시행
- 2010년 3월 3D 입체 영상 강의 서비스 확대 시행
- 2010년 2월 모바일 전용 페이지(m.vitaedu.com)오픈
- 2010년 2월 '클린 사이트'선정(저작권 보호센터)
- 2010년 1월 2010년 아름다운 나눔 2기 캠페인
- 2009년 9월 교재 배송센터 이전(양평동->대림동)
- 2009년 7월 HD 고화질 동영상 서비스 제공
- 2009년 6월 1:1 채팅상담 서비스 시행
- 2009년 4월 검색솔루션 및 LMS 기능 개선
- 2009년 2월 업계 최초 맛보기 강좌 3강 제공 실시
- 2008년 1월: 청평 비타에듀 기숙학원 개원
- 2007년 12월: 브로드앤TV 제휴 및 컨텐츠제공 계약 체결
- 2007년 12월: 비타에듀-고려교육 연합 입시설명회 개최 - 강남 센트럴시티
- 2007년 11월: 2008학년도 대입 컨설팅 서비스 실시
- 2007년 9월: 비타에듀 특급지원전략 설명회 개최 - 경희대학교
- 2007년 7월: 비타에듀 강좌 체험단 모집
- 2007년 7월: 비타에듀 강사모집 대규모 공채 실시
- 2007년 4월: 입시정보 모바일서비스 실시
- 2006년 12월: 노량진 비타에듀네트(NET)학원 개원
- 2006년 11월: 강남 비타에듀학원 개원
- 2006년 5월: 노량진 한샘학원, 신설동 한샘고려학원 등 비타에듀학원으로 BI 변경
- 2006년 4월: 비타에듀 BI 및 브랜드 로고 변경
- 2005년 11월: 고려교육 연합 ‘2006 대학입시 설명회’ – 연세대학교 대강당
- 2005년 11월: 고려교육-KT그룹 공동 사업협정식 및 사업설명회 - 강남 센트럴시티
- 2005년 11월: 벤처 기업 지정 (중소기업청)
- 2005년 9월: KT의 e러닝 사이트 KT캠퍼스(www.ktcampus.com) MCP로 선정
- 2005년 9월: ‘2006 수능 大예측 서비스’ 실시
- 2005년 6월: 한국교육산업대상(사이버교육-대입/논술부문) 수상(교육과학기술부 후원)
- 2005년 4월: ‘3. 30 학력평가 분석 및 내 점수로 가능한 지원 전략’ 입시설명회 – 노량진
- 2004년 12월: ‘2005 입시전략 및 영역별 대비법’ 입시설명회 – 여의도 63빌딩
- 2004년 12월: 신설동에 한샘고려학원(한샘학원 신설동 캠퍼스) 개원
- 2004년 11월: 용산구 갈월동으로 現사옥으로 본사 이전
- 2004년 5월: 원격평생교육시설 신고 (동작교육청 제 37호)
- 2004년 3월: ㈜한글과 컴퓨터와 전략적 제휴
- 2004년 3월: ‘3.26 학력평가 분석 및 EBS 활용전략’ 입시설명회 – 강남 센트럴시티
- 2003년 12월: 사이트(www.vitaedu.com) 오픈, 유료 서비스 실시
- 2003년 12월: ‘2005 입시전략 및 영역별 대비법’ 입시설명회 – 여의도 63빌딩
- 2003년 11월: ㈜ 고려E&C 법인 설립

## 이투스교육 영업 방해
이투스교육은 고려이앤씨와 계약이 끝난 10여명의 유명 강사들과 2011년부터 계약을 맺었다. 이에 고려이앤씨는 피해를 입었다고 주장, 고용한 정모씨 등이 2010년 12월부터 2011년 1월까지 이투스교육의 사옥에 침입해 30분에서 길게는 2시간씩 고성을 지르고 욕설을 했다. 또한 이전에 자사와 계약한 최진기 강사가 근무하는 학원 앞에서 최씨를 만나겠다며 욕설을 하며 영업을 방해하기도 했다. 이후 이투스교육은 고려이앤씨가 15차례 이상 학원, 사무실 건물 등을 찾아와 소란을 피우고 업무를 방해했다며 손해배상 소송을 냈다. 2012년 7월 2일 서울중앙지법원 민사23부(부장판사 오기두)는 고려이앤씨가 이투스 교육에 3200여만원을 지급하라며 원고 일부승소 판결했으며, 이투스교육 직원 이모씨 등 2명에 대한 정신적 고통도 인정해 각 100만원씩을 지급하라고 판결했다. 이투스교육은 고려이앤씨로 인해 사옥 경호비 1600여만원, 최진기를 위한 경호비용 850여만원, 임원 등 호텔숙박비용 2200여만원 등 총 9100여만의 손해를 입었다고 주장했다.

## 계열사
| - 학원 부문 - 대학입시학원 - 비타 에듀 학원 - 강북 비타에듀학원(종합) - 노량진 비타에듀학원(종합) - 비타에듀 3.0 학원(종합) - 노량진 비타에듀학원(단과) - 강남 비타에듀학원(종합) - 양평 비타에듀기숙학원(기숙종합) - 초/중/고등 전문학원브랜드 - 비타러닝센터/고려e네트/고려e스쿨 - 외국어 교육 부문 - 중국어 학원 - 북경고려학원(중국 베이징) - 고려중국센터(서울) - 중화고려대학(중국 베이징) - 영어 학원 - 비타잉글리쉬(초 · 중등) | - 온라인 학습 부문 - 주식회사 고려 E&C 비타 에듀 - 성인교육 부문 - 고려행정고시학원 - 고려검정고시학원 - 고려전문학교 - 학습 평가/출판/교재 부문 - 고려출판 - 고려학력평가 연구소 - 고려독서논술 씨앗열매 - 건설/개발/사회봉사 부문 - 고려건설 - 고려개발 - 재단법인 고려문화 장학재단 |

## 제휴사
- 한글과컴퓨터
- SK브로드밴드
- 삼성